# Ian Poulter
Ian Poulter, (født 10. januar 1976), er en engelsk professionel golfspiller, der spiller på den amerikanske PGA Tour og den europæiske European Tour. Han har (pr. september 2010) vundet elleve sejre, heraf de ni på Europatouren.